# دیوید پرووال
دیوید پرووال (انگلیسی: David Proval؛ زادهٔ ۲۰ مهٔ ۱۹۴۲) هنرپیشه اهل ایالات متحده آمریکا است. وی از سال ۱۹۷۰ میلادی تا کنون مشغول فعالیت بوده است.
از فیلم‌ها یا برنامه‌های تلویزیونی که وی در آن نقش داشته است می‌توان به سوپرانوز، رستگاری در شائوشنگ، آس‌های دودی، محاصره، خیابان‌های پایین شهر، چهار اتاق، شبح، برعکس، دشنه، ۱۳ ماه، دلالان شرط‌بندی، رویاهای هالیوود و آزادی سیندرلا اشاره کرد.